# Mars University
Mars University (рус. Марсианский университет) — одиннадцатый эпизод первого сезона мультсериала «Футурама». Североамериканская премьера состоялась 3 октября 1999 года.

## Содержание
Профессор Хьюберт Фарнсворт даёт команде новое задание: доставить ящик с неким существом на Марс, в местный университет. Прибыв на планету и познакомившись с ней, Фрай решил поступить в университет, чтобы как можно скорее из него отчислиться. В качестве основного направления он выбирает предмет профессора. Поселившись в общежитии, Фрай выясняет, что в ящике, который команда доставляла, сидела обезьяна по имени Гунтер — живой эксперимент профессора, весь интеллект которой заключен в шляпе. Фрай и Гунтер сразу не ладят.
В это время Бендер присоединяется к общине университетских роботов ERR (Epsilon Rho Rho (ερρ)), которые радушно его встретили — он местная легенда. Роботы посчитали, что с такой личностью, как Бендер, они вернут своему сообществу былую славу. В своих попытках они регулярно сталкиваются с деканом Верноном, за что получают громогласный крик ненависти: «Роо-о-оботы!».
У Фрая ожидаемо не получается учиться. Он проваливает занятия даже по такому простому для него предмету, как «История XX века», в которой прекрасно ориентируется Гунтер. Обезьяна умудряется быть лучше Фрая даже в общении с девушками. Раздражённый Филипп на дне встречи с родителями, куда профессор Фарнсворт принёс в клетке родителей Гунтера, как бы невзначай открывает замок клетки, родители Гунтера выскакивают в комнату, где устраивают погром. Гунтер так стыдится поведения своих родителей, что запирается в своей и Фрая комнате, где безутешно жуёт бананы, от которых всегда отказывался. Он признаётся, что интеллект ему доставляет только неудобства, на что Фрай советует Гунтеру бросить всё и убежать в марсианские джунгли. На контрольной по «Истории XX-го века» он так и поступает.
Профессор (разозлённый на Фрая за его советы), сам Фрай и Лила отправляются в джунгли искать обезьянку. Они находят её и ставят перед дилеммой: профессор держит такую чудесную шляпу, а Фрай предлагает очень вкусный банан. В это время на реке в джунглях устраивают гонки между студенческими сообществами. Мимо спасителей Гунтера пролетают роботы с Бендером на водных лыжах, волна от лодки накрывает людей. Ухватившись за бревно, трое висят на краю водопада, а Гунтер пытается разобраться со шляпой и бананом. Под конец он догадывается надеть шляпу на голову, а бананом быстро прикидывает математическую сторону этой экстремальной ситуации и находит решение, как спасти профессора, его пра-пра-пра-…-прадядю и Лилу. У него удаётся, но сам Гунтер падает в водопад.
Роботы в последний момент выигрывают гонку на реке, чем крайне бесят декана. Фрай, Лила и Фарнсворт находят обезьяну на берегу водопада: он жив, но шляпа сломана и работает в пол-силы. Профессор обещает её починить, но Гунтеру так нравится больше. Он решает устроиться в бизнес-школу и становится CEO компании «Fox Network». Профессор в ярости, но ничего не может поделать. Жизнь как бы мстит профессору Фарнсворту за его непреклонность и бесцеремонность в экспериментаторстве.
Фрай успешно «вылетает» из Марсианского Университета и продолжает работу курьера.
Лила встречается некоторое время с деканом Верноном, но тот её бросает.
Братство роботов снова становится легендой университета, а Бендер выносит всё ценное из общежития роботов. Робот Толстбот перестаёт быть скромным и, посетив один из клубов, заражается вирусом, после чего проходит принудительную перезагрузку.

## Персонажи
Список новых или периодически появляющихся персонажей сериала
- Дебют: Декан Вернон
- Дебют: Толстоботы.
- Дебют: Гунтэр
- Лео и Инез Вонг

## Интересные факты

### Устройства будущего
- Доска, распознающая написанный на ней текст.
- Электрошок, подведённый к каждому месту в аудитории.

#### Изобретения профессора Фарнсворта
- Шляпа, увеличивающая мыслительные способности обезьян.